# Erich Haiber
Erich Haiber (* 27. Februar 1925 in Ludwigsburg; † 31. Januar 2011) war ein deutscher Manager.

## Leben
Haiber studierte Wirtschaftswissenschaften in Stuttgart und Mannheim und promovierte 1955. 1954 trat er in den Dienst des Fotogeräteherstellers Kodak AG und wurde dort 1960 Mitglied des Vorstandes. 1971 wechselte er in den Vorstand der Salamander AG und schließlich 1973 in den Vorstand von BMW und war dort für das Ressort Finanz- und Betriebswirtschaft zuständig. Im April 1981 übernahm er neue Aufgaben bei ausländischen Holdinggesellschaften von BMW.